# La Grande Épreuve (film)
Pour les articles homonymes, voir La Grande Épreuve.
Pour plus de détails, voir Fiche technique et Distribution.
La Grande Épreuve est un film muet français en noir et blanc, réalisé par André Dugès et Alexandre Ryder, sorti en 1928.
Il s’agit d'une adaptation du roman éponyme de Georges Le Faure, qui a obtenu le Prix Marcelin-Guérin en 1929.
Les réalisateurs ont filmé des reconstitutions des principaux combats de septembre 1914 dans la Marne.

## Fiche technique
- Titre : La Grande Épreuve
- Titre anglophone : The Soul of France
- Réalisation : André Dugès (André Dugès-Delzescauts), Alexandre Ryder
- Scénario : d'après le roman éponyme de Georges Le Faure (Prix Marcelin-Guérin en 1929)
- Photographie : René Gaveau, Paul Portier[2]
- Société de production :   Les Établissements Jacques Haïk
- Société de distribution : Les Films Paramount[3]
- Pays de production :  France
- Langue : film muet avec les intertitres en français
- Format : Noir et blanc — 35 mm — 1,33:1 — Muet
- Genre : Film dramatique
- Date de sortie : 
  - France : 26 avril 1928

## Distribution
- Georges Charlia
- Michèle Verly
- Jean Murat
- Berthe Jalabert
- Maxime Desjardins
- Jeanne Kerwich